# Mercy Dee Walton
Mercy Dee Walton (1915-1962) est un pianiste et chanteur de rhythm and blues américain, né à Waco, au Texas, en 1915, et décédé en Californie à Stockton en 1962.

## Carrière
Mercy Dee Walton est actif au Texas dans les années 1930. En 1938, il émigre en Californie. Sa carrière discographique débute en 1949, en pleine explosion du rhythm and blues dans cet État. Il enregistre pour le label Imperial Records en 1950, pour Specialty en 1952-1953. Parmi ses titres marquants on compte des faces gravées pour le label des frères Bihari, Flair Records en 1955, notamment un bondissant Come Back Maybelline, reprise du titre de Chuck Berry. Ses disques sortent souvent sous le simple nom de Mercy Dee.
Après une éclipse, il revient en 1961 dans les studios pour Arhoolie Records. Une partie de son œuvre sera publiée par Prestige. Ce retour est de courte durée puisqu'il décède en décembre 1962.

## Discographie

### Singles
- Come Back Maybelline, 78 tours/45 tours, Flair Records

### Albums
- Mercy Dee, 1961, Arhoolie
- Troublesome Mind, 1961, Arhoolie
- Pity and a Shame, 1962, Prestige Blues